# PipeWire
PipeWire是一个Linux系统上的用来处理音视频的底层多媒体框架。PipeWire开发出来的目的是为了替代PulseAudio，功能包括支持容器化应用的音频输出，和应对专业音频场景。

## 历史
2015 年，Taymans开始研究PipeWire。它基于几个现有项目的想法，其中包括William Manley的一个名为PulseVideo的项目。根据Red Hat的Christian Schaller的说法，PipeWire从Manley的早期PulseVideo原型中汲取了许多想法，并以一些代码为基础，这些代码经过努力最终被整合到GStreamer中。该项目的目标是改进Linux上的视频处理，就像PulseAudio对音频处理的改进一样。
作为一个独立于PulseAudio的项目，Taymans最初考虑为新项目使用的名称叫“PulseVideo”。到了2015年6月，项目开始使用“Pinos”这个名字，是以西班牙城市Pinos de Alhaurin命名的，是Taymans曾经居住的地方。
最初，Pinos只处理视频流。到2017年初，Taymans开始致力于集成对音频流的处理。Taymans希望支持消费级和专业音频用例，并向Paul Davis（Jack开发人员）和Robin Gareus（Ardour的开发者）咨询有关专业音频需求的建议。此时，该项目开始采用PipeWire这个名称。
2018年11月，PipeWire从LGPL重新授权为MIT许可证。
2021年4月，Fedora Linux 34成为第一个默认采用PipeWire的Linux发行版。一年后，Pop! OS在22.04版本中采用它作为默认音频服务器。从版本22.10开始，它成为Ubuntu中的默认音频服务器。2023年，它被Debian 12 Bookworm采纳为GNOME桌面环境的默认音频服务器。

## 特征
该项目的目标包括：
- 支持沙盒化的Flatpak应用程序。[17][9][18]
- 提供在Wayland合成器上进行屏幕截图和螢幕錄影的安全方法。[19][20]
- 统一处理过去由JACK和PulseAudio处理的用例。[21][22]

## 评价
PipeWire受到了很多好评，尤其是在GNOME和Arch Linux社区中。特别是它修复了一些PulseAudio用户遇到的问题，包括CPU使用率高、蓝牙连接问题、和JACK后端问题。